# Hishimonus hamatus
Hishimonus hamatus är en insektsart som beskrevs av Kuoh 1976. Hishimonus hamatus ingår i släktet Hishimonus och familjen dvärgstritar. Inga underarter finns listade i Catalogue of Life.